# Lee Sun-ae
Lee Sun-ae (koreanisch 이순애; * 28. März 1994) ist eine ehemalige südkoreanische Leichtathletin, die sich auf den Sprint spezialisiert hat.

## Sportliche Laufbahn
Erste internationale Erfahrungen sammelte Lee Sun-ae im Jahr 2009, als sie bei den Jugendasienspielen in Singapur in 12,16 s die Goldmedaille im 100-Meter-Lauf gewann. Anschließend schied sie bei den Asienmeisterschaften in Guangzhou mit 12,14 s im Halbfinale über 100 Meter aus und gewann mit der südkoreanischen 4-mal-100-Meter-Staffel in 45,46 s gemeinsam mit Kim Ji-eun, Kim Ha-na und Kim Cho-rong die Bronzemedaille hinter den Teams aus Japan und Thailand. Im Jahr darauf schied sie bei den Juniorenweltmeisterschaften im kanadischen Moncton mit 12,16 s in der ersten Runde über 100 Meter aus und 2011 startete sie mit der Staffel bei den Weltmeisterschaften in Daegu und verpasste dort mit 46,14 s den Finaleinzug. 2014 nahm sie an den Asienspielen in Incheon teil und schied dort mit 11,98 s im Vorlauf über 100 Meter aus und belegte mit der Staffel in 44,60 s den fünften Platz. Im Juli 2020 bestritt sie ihren letzten offiziellen Wettkampf und beendete daraufhin ihre aktive sportliche Karriere im Alter von 26 Jahren.

## Persönliche Bestleistungen
- 100 Meter: 11,76 s (+1,5 m/s), 20. August 2010 in Youngju
- 200 Meter: 24,48 s (+1,0 m/s), 26. August 2017 in Naju